# The Real McCoys
The Real McCoys è una serie televisiva statunitense prodotta dal 1957 al 1963.
Furono prodotti 224 episodi in sei stagioni. La serie fu prodotta da Irving Pincus. La sigla è stata composta da Harry Ruby e cantata da Jimmie Rodgers nell'ultima stagione.
La serie ruota attorno alla povera famiglia di contadini McCoy originari della Virginia Occidentale che rileva una fattoria nella San Fernando Valley in California. La famiglia è composta da Amos McCoy (Walter Brennan), suo nipote Luke McCoy (Richard Crenna) e sua moglie Kate (Kathleen Nolan), così come i fratelli di Luke, Hassie (Lydia Reed), che aveva tredici anni all'inizio della serie, e suo fratello minore Little Luke (Michael Winkelman). Un altro personaggio principale è il contadino Pepino Garcia (Tony Martinez).